# 101 (album)
101 è il primo album dal vivo del gruppo musicale britannico Depeche Mode, pubblicato il 13 marzo 1989 dalla Mute Records.

## Descrizione
Contiene la registrazione del concerto conclusivo del Music for the Masses Tour, concerto numero 101, al Rose Bowl di Pasadena, nei pressi di Los Angeles, il 18 giugno 1988 davanti ad oltre 60.000 persone. Dal concerto è stato tratto un doppio disco audio e una registrazione video.

## 101: il disco

### Tracce

#### Doppio LP
Disco 1
- Lato A

1. Pimpf – 0:58
2. Behind the Wheel – 5:55
3. Strangelove – 4:49
4. Something to Do – 3:54
5. Blasphemous Rumours – 5:09

- Lato B

1. Stripped – 6:45
2. Somebody – 4:34
3. Things You Said – 4:21
4. Black Celebration – 4:54

Disco 2
- Lato A

1. Shake the Disease – 5:10
2. Pleasure Little Treasure – 4:38
3. People Are People – 4:59
4. A Question of Time – 4:12

- Lato B

1. Never Let Me Down Again – 6:40
2. Master and Servant – 4:30
3. Just Can't Get Enough – 4:01
4. Everything Counts – 6:31

#### Doppio CD
Disco 1
1. Pimpf – 0:58
2. Behind the Wheel – 5:55
3. Strangelove – 4:49
4. Sacred – 5:09
5. Something to Do – 3:54
6. Blasphemous Rumours – 5:09
7. Stripped – 6:45
8. Somebody – 4:34
9. Things You Said – 4:21

Disco 2
1. Black Celebration – 4:54
2. Shake the Disease – 5:10
3. Nothing – 4:36
4. Pleasure Little Treasure – 4:38
5. People Are People – 4:59
6. A Question of Time – 4:12
7. Never Let Me Down Again – 6:40
8. A Question of Lust – 4:07
9. Master and Servant – 4:30
10. Just Can't Get Enough – 4:01
11. Everything Counts – 6:31

## Classifiche
| Classifica (1989) | Posizione massima |
| ----------------- | ----------------- |
| Australia         | 71                |
| Austria           | 13                |
| Canada            | 16                |
| Finlandia         | 14                |
| Francia           | 4                 |
| Germania          | 3                 |
| Italia            | 7                 |
| Paesi Bassi       | 43                |
| Regno Unito       | 5                 |
| Spagna            | 8                 |
| Stati Uniti       | 45                |
| Svezia            | 14                |
| Svizzera          | 11                |

## Riconoscimenti
- Rolling Stone - "Readers Top 100 Albums" (80º posto)

## 101: il documentario
Nello stesso anno di uscita dell'album live 101 fu pubblicata anche una VHS omonima con un film documentario, diretto da D. A. Pennebaker. Il lungometraggio è incentrato sull'esperienza dei fan del gruppo durante le tournée e i concerti oltre che sulla riproposizione di una parte del concerto numero 101 della band, al Rose Bowl di Pasadena.
Nel 2003 il video è stato ripubblicato in un doppio DVD contenente oltre al documentario, con un ulteriore commento audio, anche la riproposizione delle sole esibizioni live già presenti nel documentario, anche due ulteriori brani, Somebody e Pleasure Little Treasure, non inclusi nella precedente VHS, il video live di Everything Counts e le interviste al gruppo, ai fan, a Daniel Miller e al manager Johnathan Kessler. 
Le sole esibizioni live dei brani Sacred, Something To Do, Things You Said, Shake The Disease, Nothing, People Are People e A Question of Time e A Question of Lust sono andate perdute e di conseguenza non reperibili nell'edizione DVD. Tuttavia nel 2021 le performance di A Question of Lust, Sacred e Something To Do vennero recuperate, restaurate e inserite come tracce bonus nella versione Blu-ray del video.

## Tracce

### DVD 1
- 101 - The Movie (Film-documentario sull'esperienza dei fan della band e sul concerto)

### DVD 2
1. Master and Servant
2. Pimpf
3. Behind the Wheel
4. Strangelove
5. Blasphemous Rumours
6. Stripped
7. Somebody
8. Black Celebration
9. Please Little Treasure
10. Just Can't Get Enough
11. Everything Counts
12. Never Let Me Down Again

Extra
- Everything Counts (video live)
- Interviste ai membri del gruppo, a Daniel Miller, a Johnathan Kessler e ai fan

## Musicisti
- Dave Gahan - voce
- Martin Gore - sintetizzatori, campionatori, chitarra (Behind The Wheel, Nothing e Pleasure, Little Treasure), melodica (Everything Counts), percussioni (Master And Servant), cori, seconda voce (Shake The Disease, People Are People, A Question Of Time e Everything Counts), voce (Behind The Wheel, Somebody, The Things You Said e A Question Of Lust)
- Andy Fletcher - sintetizzatori, campionatori, percussioni (Master And Servant), cori
- Alan Wilder - sintetizzatori, campionatori, percussioni (Master And Servant), cori